# Мастика (материал)
Масти́ка — замазка, смесь разных веществ для склеивания, цементирования, заполнения трещин с целью сделать предмет непроницаемым для воды. Затвердение происходит вследствие испарения растворителя мастики или химической реакции смешанных веществ.

## Классификация и состав
- Мастика битумная
- Мастика битумно-резиновая

## Состав и применение
Для составления мастики употребляются: мел, известь, гипс, песок, толчёное стекло, прах, глет, белила, сурик, сера, белок, глина, крахмал, воск и другие вещества. Мастики готовятся на масле (весьма распространённая оконная, суриковая и цинковая замазки и другие) со смолами и камедями, с каучуком, казеином и клеем, с водой, растворимым стеклом и др.
Применение мастики продлевает срок службы и поддержания красивого внешнего вида покрытий. Мастика используется для производства футеровочных, строительных, отделочных и ремонтных работ, защиты от коррозии автомобилей, герметизации и других целей.

## Мастика битумная
Битумная мастика применяется для создания бесшовного водонепроницаемого покрытия при устройстве и ремонте кровли, дорожного покрытия, гидро- и пароизоляции фундаментов, обработки перекрытий между этажами, а также как защитный материал для рулонной кровли от воздействия различных атмосферных явлений (снег, дождь). В состав битумной мастики входит битумное вяжущее, масла, наполнители, резиновые гранулы и полимеры. Битумные мастики имеют высокий уровень адгезии к различным основаниям, но низкий уровень стойкости к УФ (ультрафиолетовому излучению).

## Мастика битумно-резиновая
Мастика битумно-резиновая (МБР) упаковывается в бочки либо бумажные пакеты со специальным внутренним покрытием, предотвращающим прилипание. Подразделяется на марки: МБР-65, МБР-75, МБР-90, МБР-100.